# Kaliumchromat
Kaliumchromat ist ein Kaliumsalz der Chromsäure (H2CrO4) mit der Summenformel K2CrO4. Es ist ein nicht brennbarer, zitronengelber, giftiger und umweltgefährlicher Feststoff. Das Salz ist ein starkes Oxidationsmittel und wirkt ätzend auf Haut und Schleimhäute.

## Gewinnung und Darstellung
Durch die Reaktion von Kaliumcarbonat und Kaliumdichromat wird Kaliumchromat hergestellt.
{\displaystyle {\ce {K2CO3 + K2Cr2O7 -> 2K2CrO4 + CO2 ^}}}

## Eigenschaften

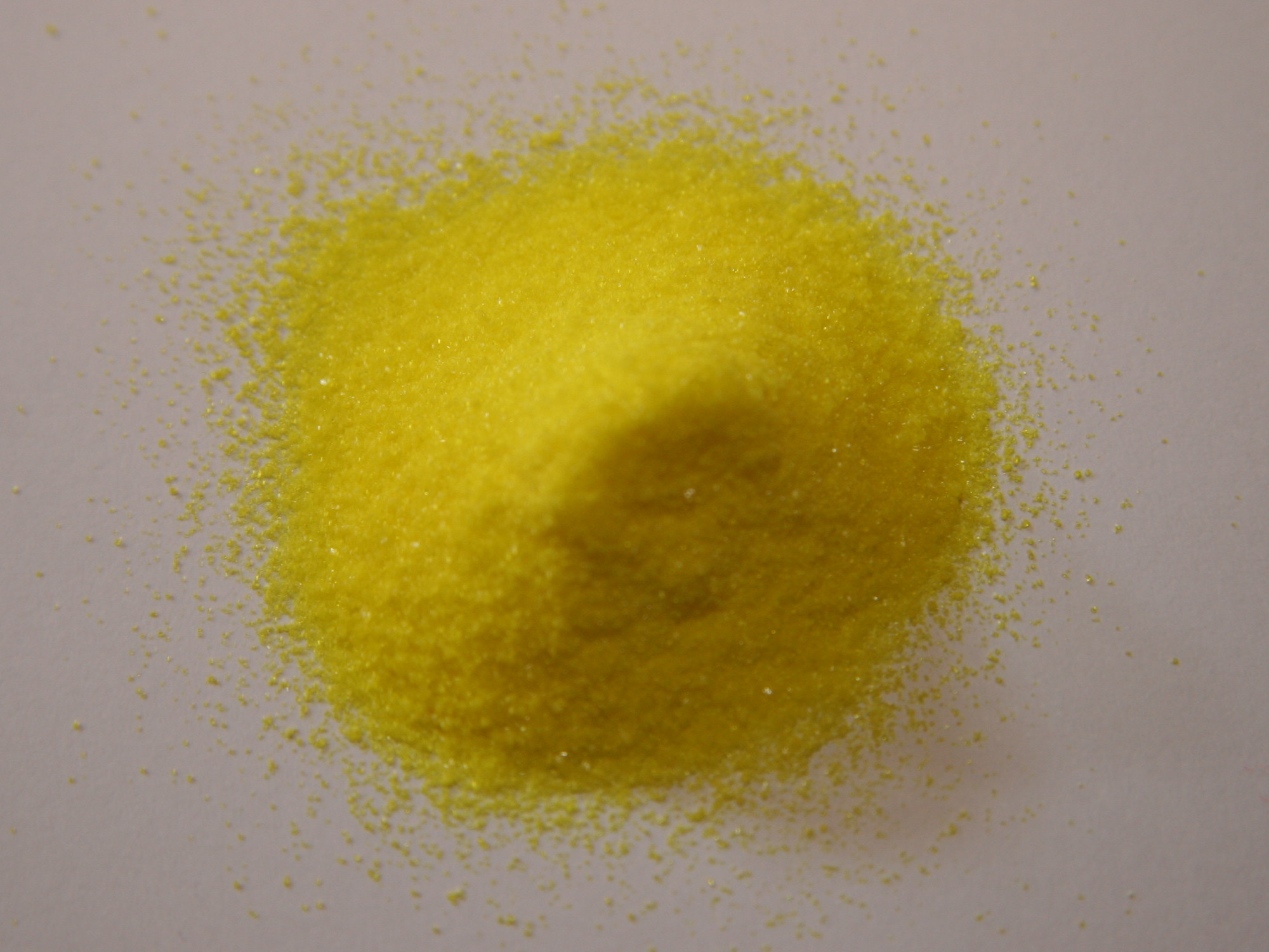
Kaliumchromat

Wasserfreies Kaliumchromat bildet zitronengelbe, prismenförmige Kristalle (orthorhombisch, Raumgruppe Pnam (Raumgruppen-Nr. 62, Stellung 6), Gitterparameter a = 7,663 Å, b = 10,388 Å, c = 5,92 Å), welche sich oberhalb von 670 °C in eine rote hexagonale α-Modifikation umwandeln.
Bei Berührung mit brennbaren Stoffen ist das Salz feuergefährlich.

## Verwendung
Kaliumchromat wurde fast vollständig durch das preiswertere Natriumchromat ersetzt und wird nur noch für sehr spezifische Anwendungen, wie beispielsweise in der Analogfotografie oder als Indikator bei der Titration von Natriumchlorid nach Mohr verwendet (DAB7).

## Nachweis
Das leichtlösliche Chromat-Anion (CrO42−) lässt sich in wässriger Lösung mit Metallkationen wie Ag+, Ba2+, Pb2+ und Hg22+ als, je nach Kation gelber, roter oder braunroter, Niederschlag ausfällen:
{\displaystyle {\ce {Ba^{2+}{}+ CrO4^{2-}-> BaCrO4 v}}}
{\displaystyle {\ce {2Ag+ + CrO4^{2-}-> Ag2CrO4 v}}}
Es ist dabei zu beachten, dass in sehr sauren Lösungen das Chromat-Dichromat-Gleichgewicht zunehmend zum Dichromat verschoben ist.
Daneben kann der Nachweis auch durch Reduktion des Chromat-Anions zu Cr3+ erfolgen, welche einen Farbumschlag von Gelb zu grün verursacht. Diese Reaktion dient auch zur halbquantitativen Bestimmung von Ethanol.

## Sicherheitshinweise und gesetzliche Regelungen
Kaliumchromat ist giftig und umweltgefährlich und führt zu Reizung und Schädigung von Haut und Schleimhäuten. Es schädigt Nieren, Blut und Leber und verursacht an verletzten Hautstellen schlecht heilende Wunden.
Kaliumchromat wurde im Juni 2010 aufgrund seiner Einstufung als krebserzeugend (Carc. 1B) und mutagen (Muta. 1B) in die Kandidatenliste der besonders besorgniserregenden Stoffe (Substance of very high concern, SVHC) aufgenommen.
Im April 2013 wurde Kaliumchromat danach in das Verzeichnis der zulassungspflichtigen Stoffe mit dem Ablauftermin für die Verwendung in der EU zum 21. September 2017 aufgenommen. Als Chrom(VI)-Verbindung unterliegt Kaliumchromat außerdem den Beschränkungen im Anhang XVII, Nummer 47 und 72 der REACH-Verordnung (in Deutschland umgesetzt durch die Chemikalien-Verbotsverordnung).